# Széchenyi-hegy
A Széchenyi-hegy a Budai-hegység egyik kiemelkedése Budapest XII. kerületében, melynek tetején egy fennsík terül el. Három fontos kiemelkedése is van a Svábhegy területén, melyek mintegy felvezetnek rá, mégpedig a Márton-hegy, az Orbán-hegy és az Isten-hegy.

## Története
A 465 m magasan fekvő fennsík a középkorban a Négy-hegy nevet viselte, majd Sváb-hegy lett, mivel Buda visszafoglalása (1686) idején a környéken (a közeli Kissvábhegyen is) sváb tüzérség állomásozott. 1847-től 1860-ig Isten-hegynek hívták (e nevet ma is őrzi egy kisebb kiemelkedés), majd gróf Széchenyi István 1860-ban bekövetkezett halála után kapta jelenlegi nevét. 1945-től 1990-ig Szabadság-hegynek hívták, majd 1990-ben visszakapta a gróf nevét.
1898-ban a hegy oldalában, 427 m tszf. magasságban, egy tisztásra emelték a Hősök teréről a Millenniumi emlékmű építése miatt felköltöztetett Széchenyi-emlékművet és kilátót. Az erdő lombjainak takarásából a Denevér-árok-ra, és az Isten-hegy–Márton-hegy vonulatain túl Budapest északkeleti részei felé nyújt kitekintést.
A hegy Budapest létrejötte (1873) után fokozatosan egyre népszerűbb lett a jómódúak körében. Számos előkelő villa és szanatórium épült ekkoriban a környéken, amelyeknek meghatározó építészeti jellegét máig őrzi a terület. 1890-ben átadták a budapesti fogaskerekű vasút új, Svábhegytől meghosszabbított szakaszát, amivel a kirándulóhely jóval könnyebben elérhetővé vált.
1937-1941 között 11 szálloda épült a Karthauzi utca, a Melinda út és az Agancs út mentén.
1948-1949-ben építették ki a közismert úttörővasutat (mai nevén Gyermekvasút), melynek több megállója és végállomása is a hegyen kapott helyet. A vasút célja egyrészt a turizmus fejlesztése, másrészt a jövő vasutasainak kinevelése, ugyanakkor az adott korszakban propagandacélokra is felhasználták. Az ország egész területéről szerveztek ide kirándulásokat a diákoknak, amivel országosan is népszerű családi kirándulóhellyé tették a környéket, főként a (kis)gyermekes családok számára.
A két vasút állomását a Rege parkot átszelő rövid Golfpálya utca köti össze, nevével utalva az 1911–1948 között működött egykori golfpályára, amelynek szabadon maradt területe ma az adótorony körüli Apáca-rét. (Az cserjékkel szórványosan borított Apáca-rét a Denevér-árok és a Farkas-völgy közé benyúló Táboros-hegy tetején helyezkedik el.)
1956–1958 között épült a hegyen a 60 méter magasságú Széchenyi-hegyi adótorony, amely mellé 1975-ben állították az azóta 192 méteresre nőtt acél antennatornyot.

## Képek

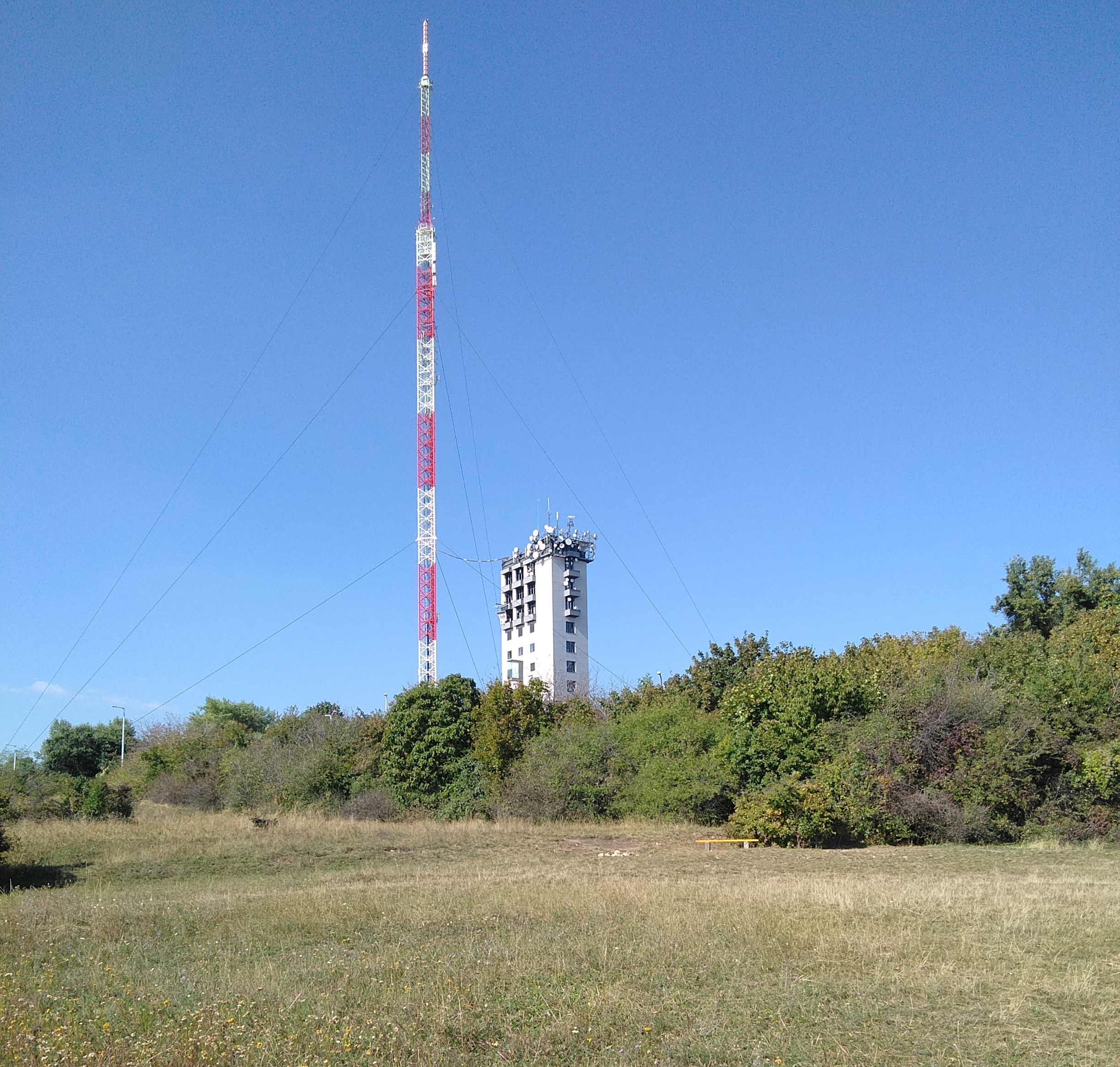
A tornyot délkelet felől az Apáca-rét övezi
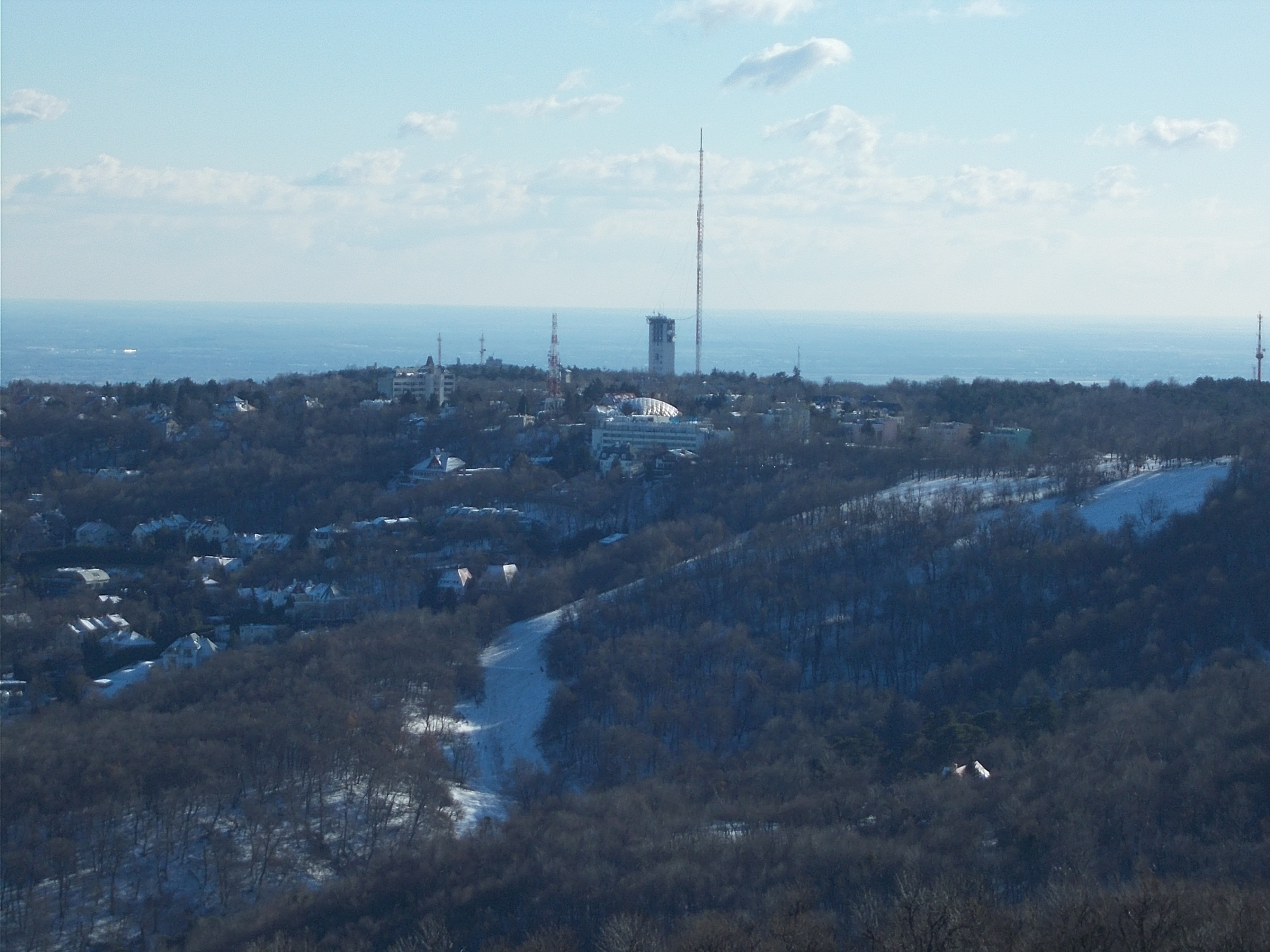
A hegy a János-hegyi Erzsébet-kilátóból
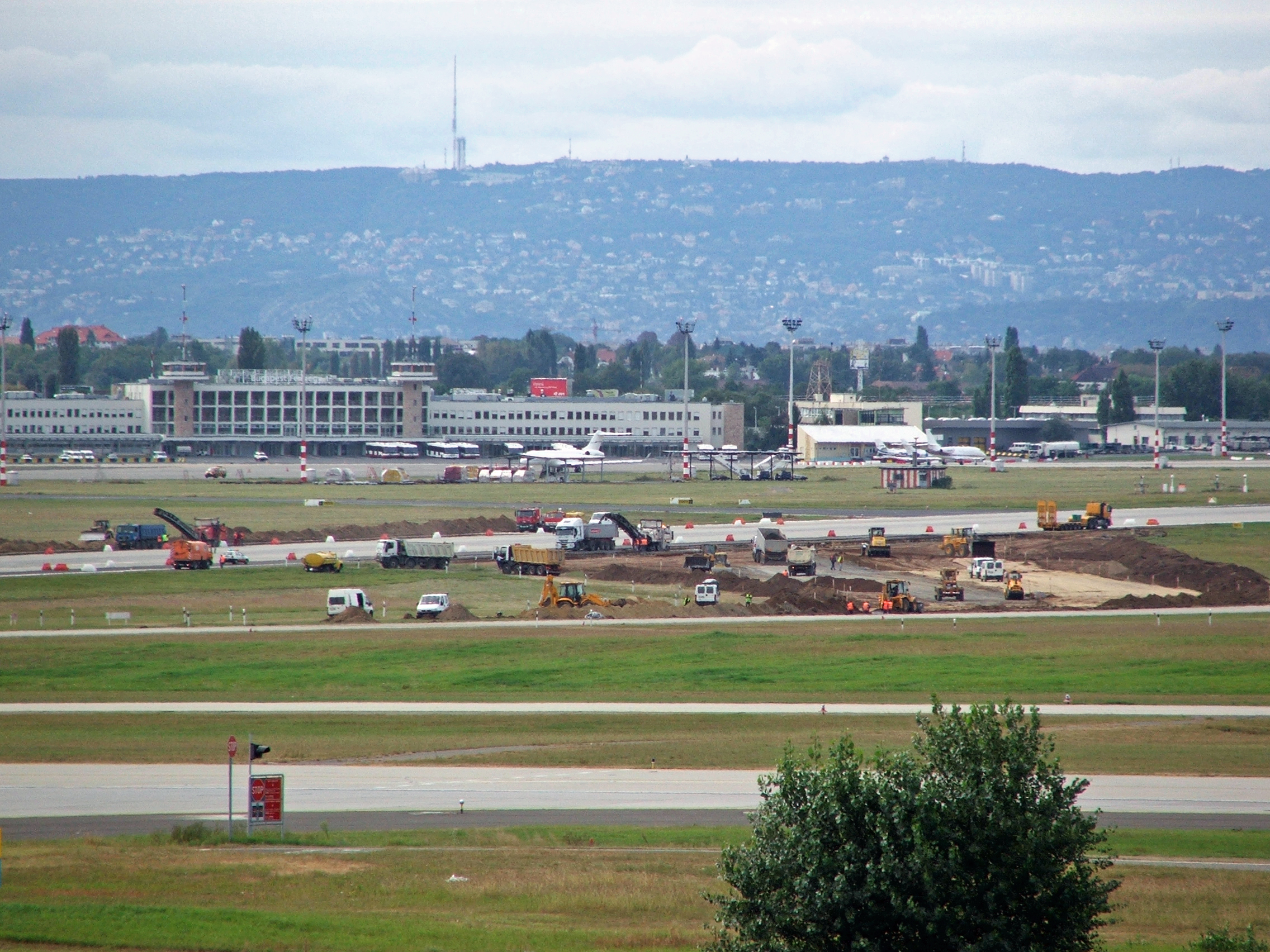
A Széchenyi-hegy kelet felől, Ferihegyről nézve
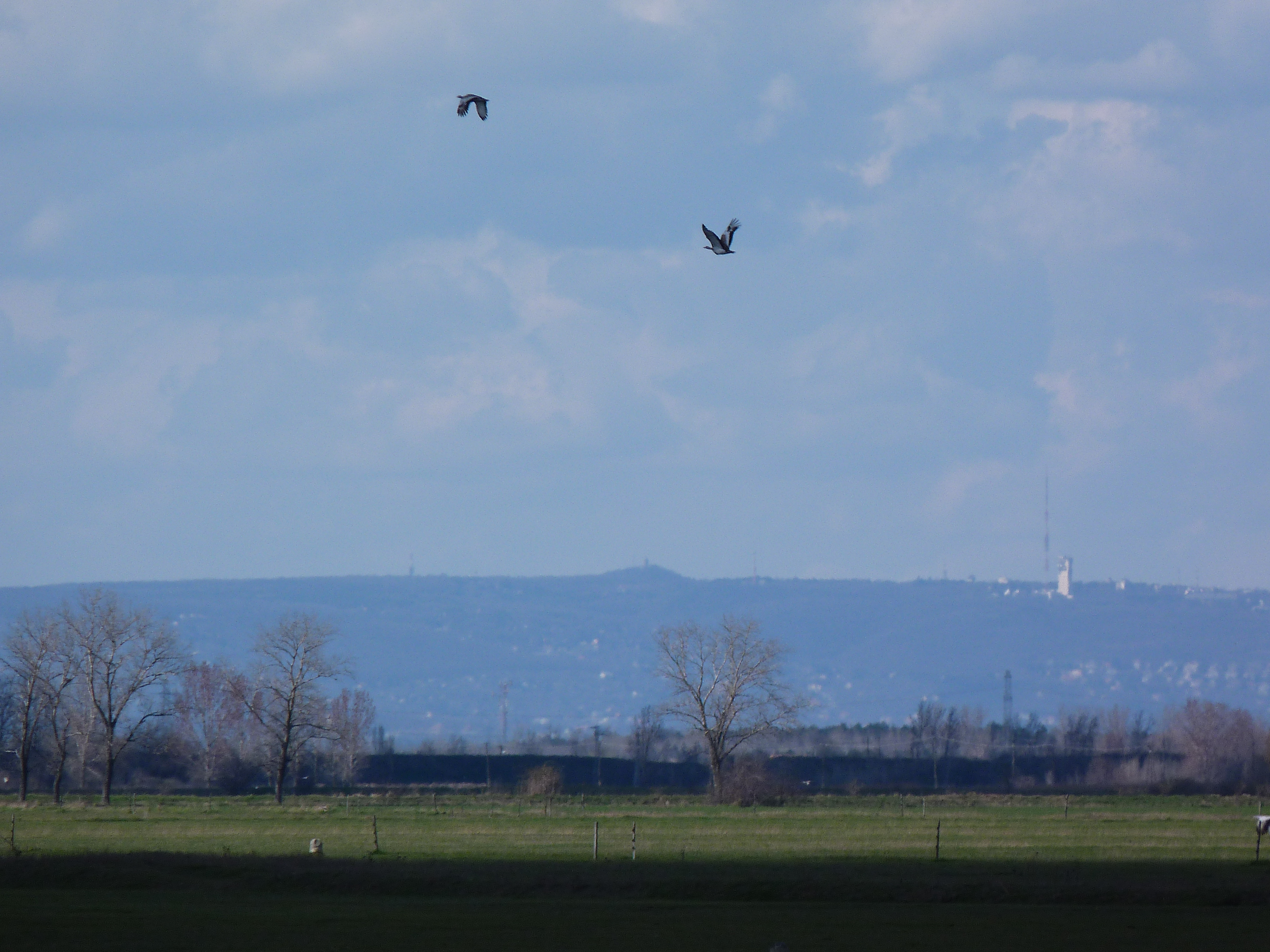
A Széchenyi-hegy Apajpusztáról
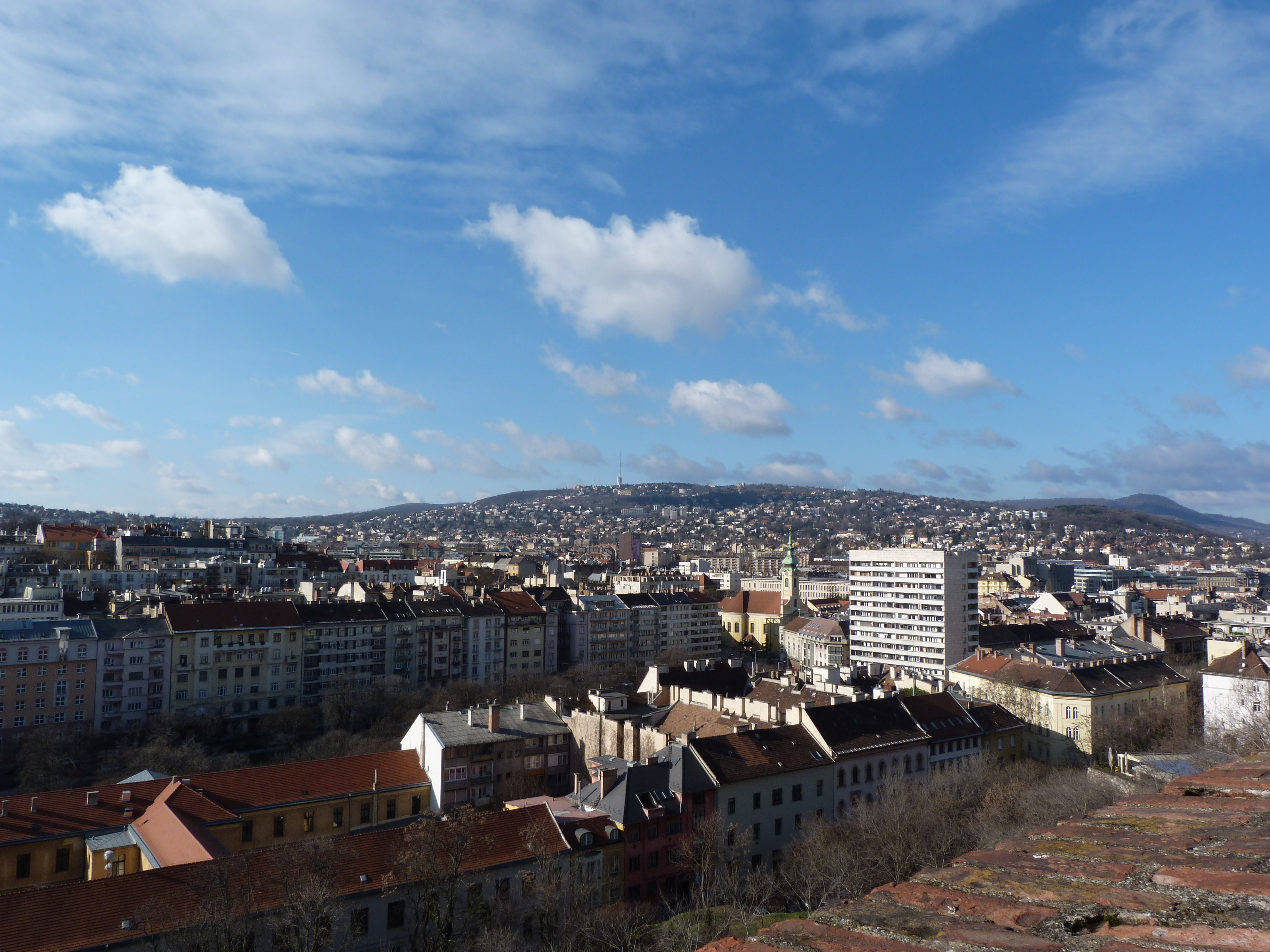
A Budai Várnegyedből Krisztinaváros felé tekintve
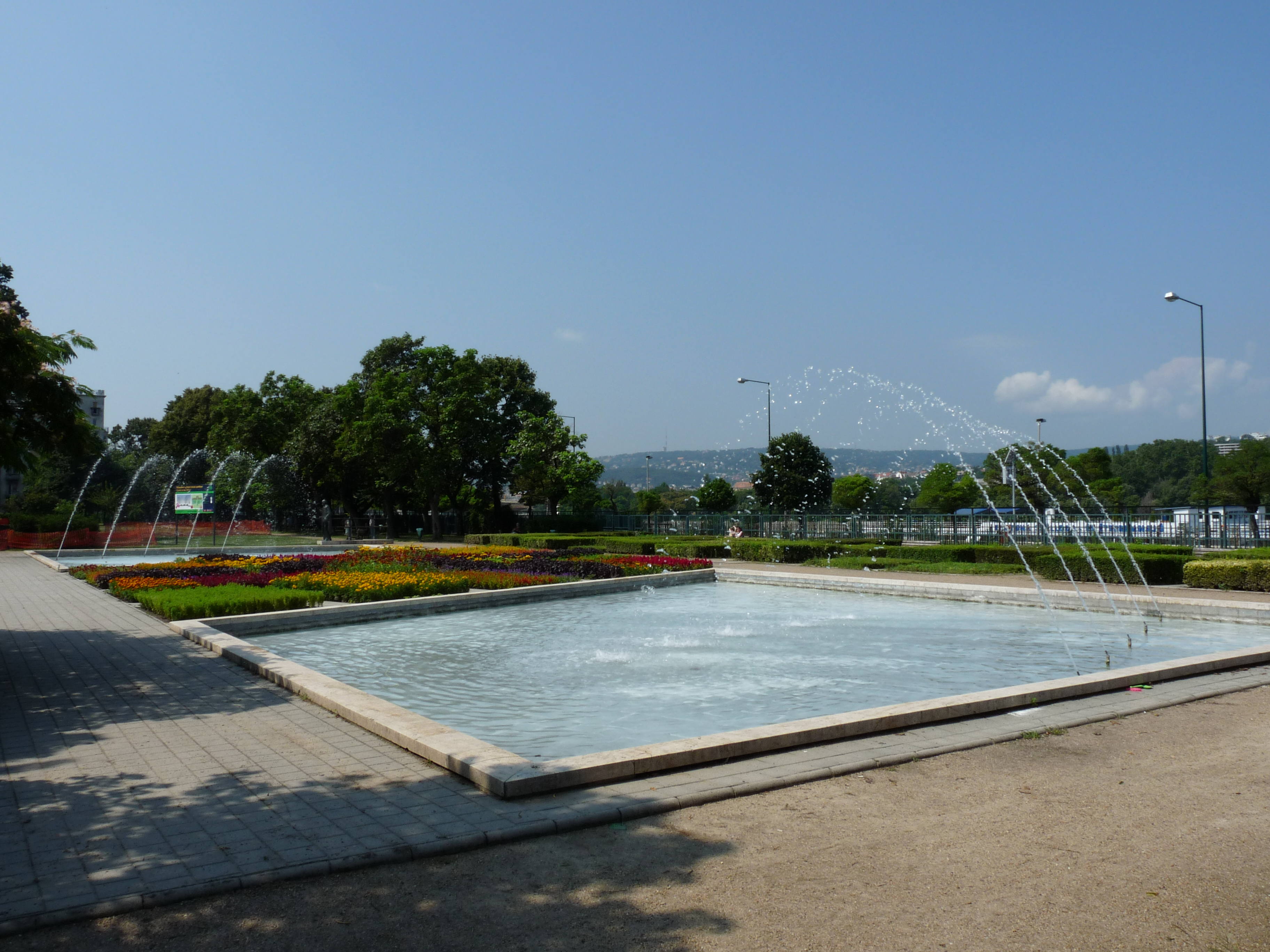
Az újlipótvárosi Szent István park felől
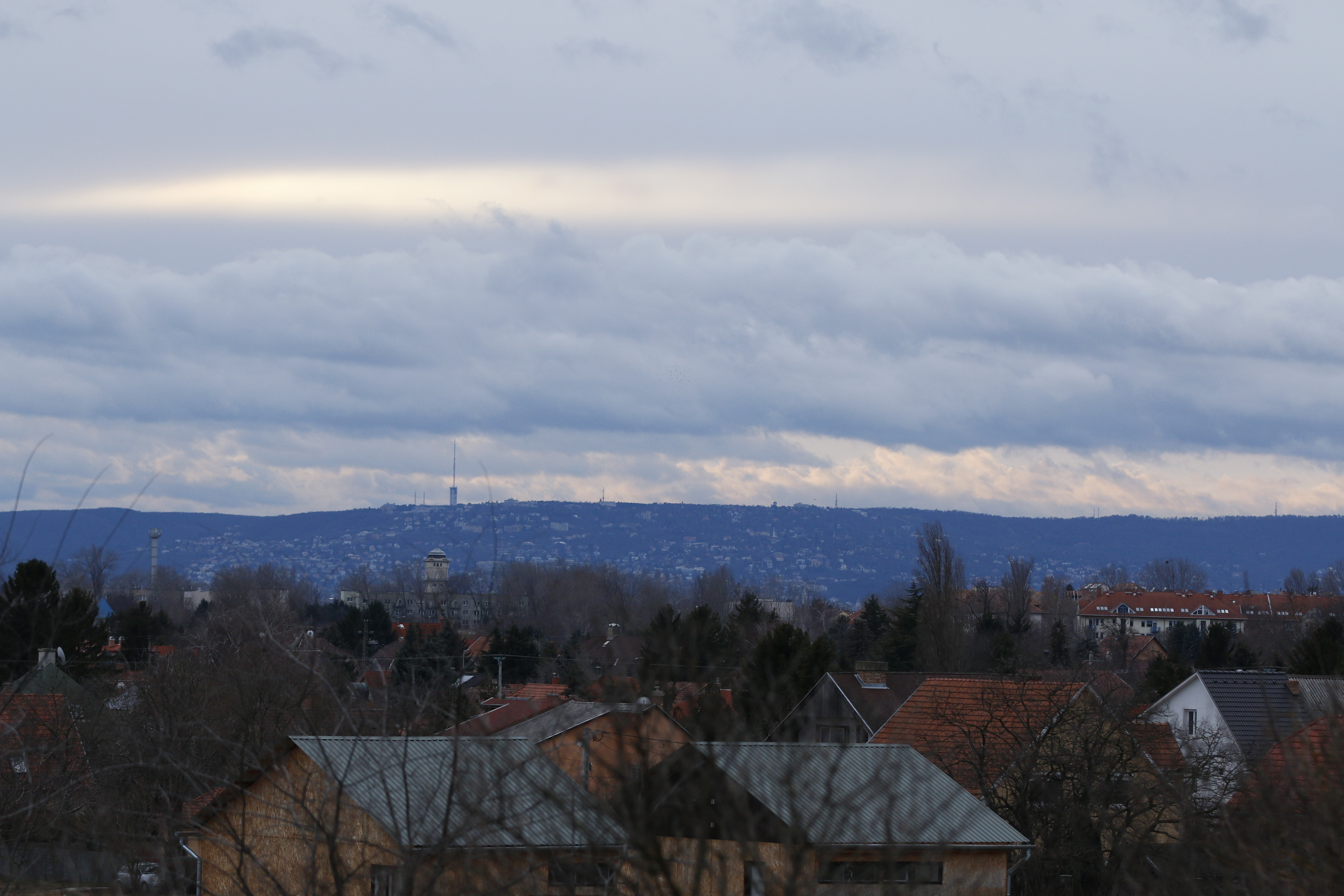
Mátyásföld irányából